# 홍콩 지하철
홍콩 지하철(영어: Mass Transit Railway, MTR)은 홍콩 최대의 지하철 노선이다. 일반 명칭은 '매스 트랜짓 레일웨이(Mass Transit Railway)이며, 줄여서 MTR이라고 통칭된다. 중국어로는 항철(중국어 간체자: 港铁, 정체자: 港鐵, 광둥어: 꽁팃, 표준중국어: 깡톄)이라고 한다. 2021년 현재 총 10개의 노선으로 이루어진 지하철 체계로, 경전철 노선도 운영되고 있다.
2007년 12월 2일에 홍콩지철공사(MTRC)에 구광철로공사(KCRC)의 운영권이 양도되어 두 회사가 통합돼 출범한 홍콩철로 유한공사(香港鐵路有限公司, MTR Corporation)가 운영하고 있다.

## 역사
1. 1975년에 첫 노선이 착공되었다. 
2. 1979년 쿤통선의 쿤통-섹깁메이 구간이 개통되었다. 당시 기초 운임은 1홍콩달러였다. 
3. 1980년에는 침사추이-센트럴 구간이 개통되었고, 수정조기계통이 완공되었다.
4. 1982년에는 쿤통선과 직통 운행되던 침사추이-센트럴 구간에 새로 노선을 연장하여 췬완선을 개통하였다. 
5. 일반철도 노선이던 서철선의 전철화 작업이 진행되어 홍콩 지하철 체계의 일부로 편입되었다. 
6. 1985년에는 사상 처음으로 홍콩섬에만 전 구간 노선이 있는 홍콩심선이 개통되었다. 
7. 1998년에는 란터우섬과 까우룽을 잇는 뚱충선이 개통하였으며, 같은해 7월 6일에는 뚱충선을 따라 홍콩 국제공항까지 이어지는 공항철도인 공항선이 개통되었다.
8. 2002년에는 홍콩 시내와 로하스 파크를 잇는 정관오선이 개통되었다. 
9. 2003년에는 튄문의 홍콩 경전철과 까우룽을 잇는 서철선이 개통되었다.
10. 2004년에는 까우룽 시내로 가지 않는 노선인 튄마선 1단계가 개통되었다. (개통 당시 마온산선)
11. 2005년에는 홍콩 디즈니랜드 리조트 전용 노선인 디즈니 선이 개통되었다.
12. 2016년 남부섬선이 개통되어, 애드미럴티와 사우스호라이즌을 잇게 되었다.
13. 2021년 6월 서철선과 튄마선 1단계 노선이 하나의 노선으로 합병 및 직결운행을 시작했다. (노선명은 튄마선)

## 노선
| 색상 | 노선명   | 노선명   | 노선명                 | 구간                                                       | 거리    | 개통   |
| 색상 | 이름     | 한자     | 영어명                 | 구간                                                       | 거리    | 개통   |
| ---- | -------- | -------- | ---------------------- | ---------------------------------------------------------- | ------- | ------ |
|      | 군통선   | 觀塘綫   | Kwun Tong Line         | 티우갱렝(Tiu Keng Leng) - 웡보(Whampoa)                    | 16.4km  | 1979년 |
|      | 췬완선   | 荃灣綫   | Tsuen Wan Line         | 췬완(Tsuen Wan) - 중완(Central)                            | 16km    | 1982년 |
|      | 홍콩섬선 | 港島綫   | Island Line            | 차이완(Chai Wan) - 케네디타운(Kennedy Town)                | 16.3km  | 1985년 |
|      | 뚱충선   | 東涌線   | Tung Chung Line        | 홍콩(Hong Kong) - 둥충(Tung Chung)                         | 31.1km  | 1998년 |
|      | 공항선   | 機場快綫 | Airport Express Line   | 홍콩(Hong Kong) - 박람관(Asia World-Expo)                  | 35.2km  | 1998년 |
|      | 정관오선 | 將軍澳線 | Tseung Kwan O Line     | 보람(Po Lam)/로하스파크(LOHAS Park) - 박곡(North Point)    | 11.9km  | 2002년 |
|      | 디즈니선 | 迪士尼線 | Disneyland Resort Line | 서니베이(Sunny Bay) - 디즈니랜드 리조트(Disneyland Resort) | 3.3km   | 2005년 |
|      | 동철선   | 東鐵線   | East Rail Line         | 감중(Admiralty) - 로우(Lo Wu)/록마자우(Lok Ma Chau)        | 41.1km  | 1910년 |
|      | 경철     | 輕鐵     | Light Rail             | 튄문(Tuen Mun), 윈롱(Yuen Long)                            | 36.15km | 1988년 |
|      | 튄마선   | 屯馬綫   | Tuen Ma Line           | 튄문(Tuen Mun) - 우카이사(Wu Kai Sha)                      | 56.4km  | 2021년 |
|      | 남공도선 | 南港島綫 | South Island Line      | 감중(Admiralty) - 사우스허라이즌(South Horizon)            | 7.4km   | 2016년 |

## 미래 노선

### 서부섬선(南港島線, South Island Line)

#### 서부섬선(南港島線（西段）, SOUTH ISLAND LINE (WEST))
|  | 홍콩대학   | 香港大學 | HKU                 | 중시 구 | ■홍콩 지하철 홍콩섬선 |
|  | 퀸메리병원 | 瑪麗醫院 | Queen Mary Hospital | 난 구   |                       |
|  | 사이버포트 | 數碼港   | Cyberport           | 난 구   |                       |
|  | 와푸       | 華富     | Wah Fu              | 난 구   |                       |
|  | 틴완       | 田灣     | Tin Wan             | 난 구   |                       |
|  | 애버딘     | 香港仔   | Aberdeen            | 난 구   |                       |
|  | 웡축항     | 黃竹坑   | Wong Chuk Hang      | 난 구   | ■홍콩 지하철 남부섬선 |

## 구분
홍콩 교통행정분리 및 중화인민공화국 철도분류 원칙 기준에서는 지하철로 분류되는 도시권철도로 분류되지만, 홍콩 철도운영법상으로는 한국의 한국철도공사, 일본의 JR과 같은 개념인, 국가를 대표하는 철도인 국가철도(국철)로 분류된다.

## 운영자료
- 첫차 : 오전 6:00
- 막차 : 오전 1:00
- 배차간격 : 2 ~ 4 분 (뚱충선 : 6 분)

## 운임
- 어른표 운임: 3.8HKD 이상 (옥토퍼스 카드) / 4HKD 이상 (보통권)
- 3세~12세까지와 64세 이상 50% 할인

## 같이 보기
- 세계 각국의 도시 철도
- 홍콩의 교통
- Mind the gap